# August Haake (Unternehmer)
Friedrich August Haake (* 23. September 1829 in Halle (Westf.); † 6. April 1906 in Braunschweig) war ein deutscher Kaufmann, Unternehmer, Handelsrichter und Handelskammerpräsident.

## Leben
August Haake wurde 1829 im westfälischen Halle geboren. Er war Inhaber der Kornhandlung C. A. Scheller, die an der Wolfenbütteler Straße in Braunschweig ansässig war. Haake gehörte der Handelskammer zu Braunschweig seit deren Gründung 1864 an, von 1879 bis 1893 leitete er sie als Präsident. Er war ab 1875 Mitglied des Stadtmagistrats und ab 1890 Abgeordneter der Braunschweigischen Landesversammlung, wo er der Finanzkommission angehörte. Haake war mehr als drei Jahrzehnte als Handelsrichter tätig. Er trug den Ehrentitel eines Kommerzienrats und wohnte zuletzt am Petritorwall. August Haake starb im April 1906 im Alter von 76 Jahren in Braunschweig.